# Zeolitizzazione
La zeolitizzazione è il processo tramite cui le rocce, generalmente di tipo felspatico, mutano la loro forma per intero o anche solo parzialmente in zeoliti.

## Cause
Le cause di questo processo sono generalmente naturali.

## Diffusione
Le rocce che subiscono molto frequentemente queste trasformazioni sono situate in regioni soggette ad antiche attività vulcaniche.
Attualmente si possono notare trasformazioni zeolitiche in regioni vulcaniche dove vi sono siti di acque termali, come ad esempio nelle regioni di Paratunka e Paužetka situate in Kamčatka, e in altre zone della Nuova Zelanda e dell'Islanda.